# Kiến trúc thời Trung Cổ
| Lịch sử kiến trúc phương Tây |
| Kiến trúc thời kì đồ đá      |
| Kiến trúc Ai Cập cổ đại      |
| Kiến trúc Lưỡng Hà           |
| Kiến trúc cổ điển            |
| Kiến trúc Hy Lạp cổ đại      |
| Kiến trúc La Mã cổ đại       |
| Kiến trúc thời Trung Cổ      |
| Kiến trúc Byzantine          |
| Kiến trúc Romanesque         |
| Kiến trúc Gothic             |
| Kiến trúc Phục Hưng          |
| Kiến trúc Baroque            |
| Kiến trúc Rococo             |
| Kiến trúc Tân cổ điển        |
| Kiến trúc hiện đại           |
| Kiến trúc hậu hiện đại       |
|                              |
| Các mục từ                   |

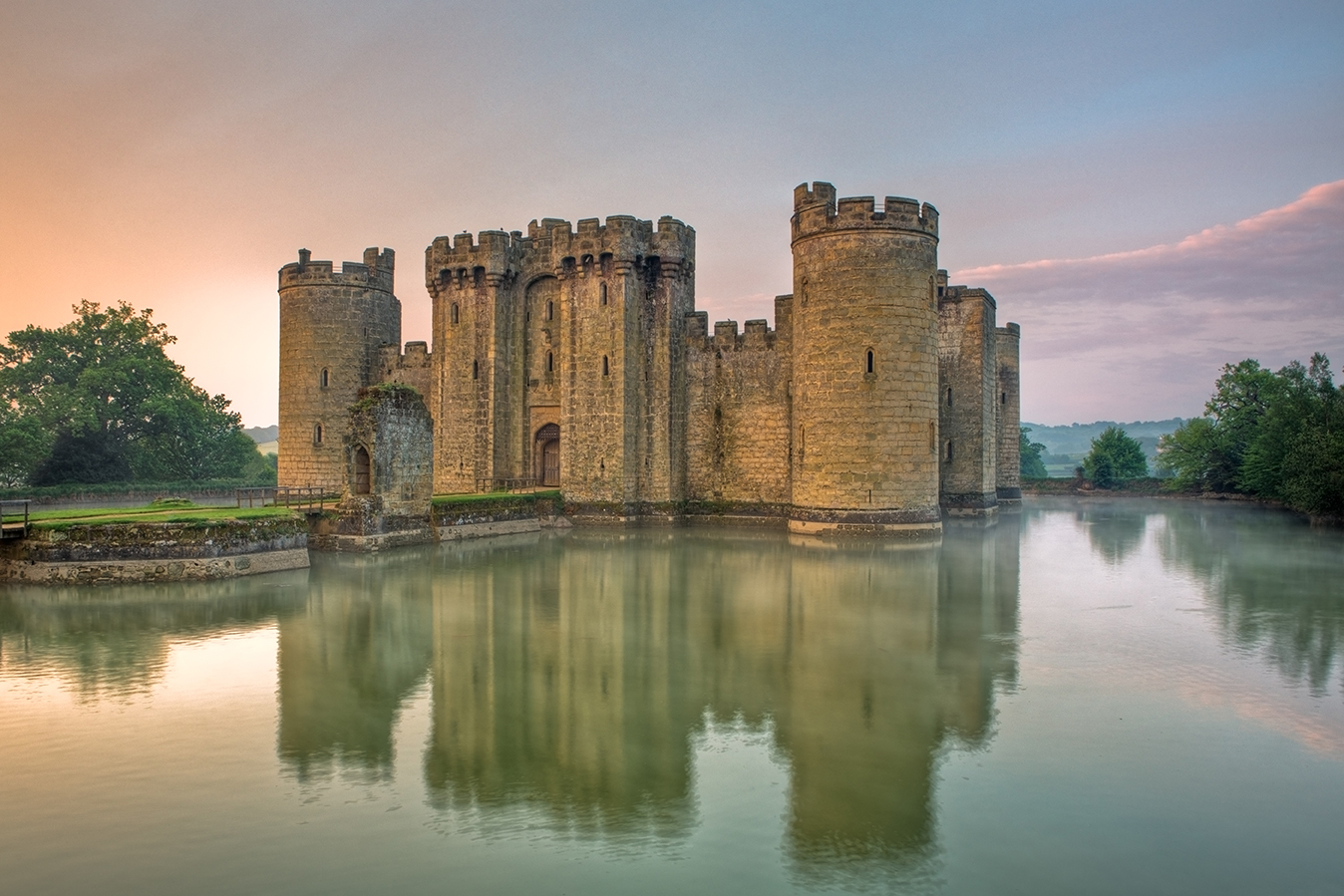
Lâu đài Bodiam, xây dựng vào thế kỷ 14 ở Anh

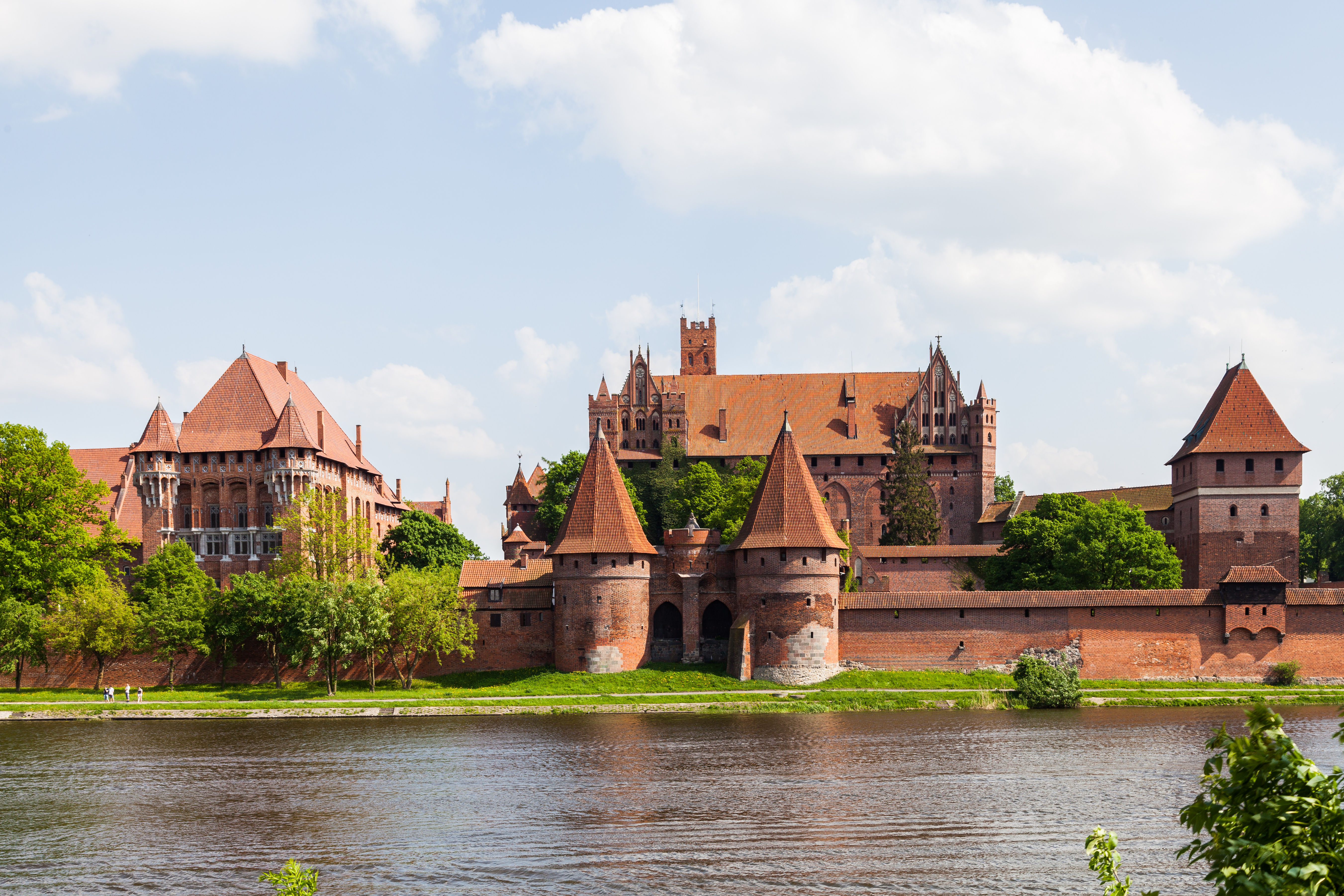
Lâu đài Malbork, xây dựng vào thế kỷ 12-13 tại Ba Lan

Kiến trúc thời Trung Cổ là kiến trúc phổ biến ở thời Trung Cổ châu Âu.

## Đặc điểm

### Kiến trúc tôn giáo
Các kiến trúc phổ biến là nhà thờ.

### Kiến trúc quân sự
Các kiến trúc thế tục (phi tôn giáo) còn tồn tại chủ yếu là phục vụ cho quân sự, quốc phòng. Cụ thể là đáng chú ý nhất là lâu đài có các tính năng tấn công từ bên trong và phòng thủ từ bên ngoài.

### Các phong cách kiến trúc
Các phong cách thời kỳ này bao gồm kiến trúc byzantine, kiến trúc Romanesque và kiến trúc Gothic. Phong cách Romanesque bắt đầu hình thành từ thế kỷ 11; phong cách Gothic bắt đầu hình thành từ khoảng thế kỷ 12, đặc biệt ở khu vực Île de France.